# Яковлев, Павел Никитович
Павел Никитович Яковлев (1905, дер. Клишенка, Сычёвский уезд, Смоленская губерния, Российская империя  — ?, Москва, РСФСР) — советский партийный и государственный деятель, и.о. первого секретаря ЦК КП(б) Узбекистана (1937).

## Биография
Член РКП(б) с 1923 г. В 1932 г. окончил Институт красной профессуры в сфере мирового хозяйства и мировой политики.
Трудовую деятельность начал в 1917 г. фальцовщиком Смоленской типографии, в 1920 г. стал сотрудником военкомата Смоленской губернии, затем — специалист отдела соцобеспечения Смоленской губернии.
- 1923—1924 гг. — заместитель ответственного секретаря Смоленского городского и районного комитетов РКСМ,
- 1926—1929 гг. — организатор детского движения ВЛКСМ, гг. Орск, Оренбург, Самара,
- 1929—1930 гг. — заведующий организационным отделом парткома транспортного завода, г. Сталинград,
- 1932—1935 гг. — секретарь парткома станкостроительного завода, г. Москва, секретарь парткома завода № 70 имени Владимира Ильича, г. Москва,
- 1935—1936 гг. — второй секретарь Кировского районного комитета ВКП(б) г. Москвы,
- 1936—1937 гг. — второй секретарь Пролетарского районного комитета ВКП(б) г. Москвы (1936-37),
- 1937—1938 гг. — второй секретарь ЦК КП(б) Узбекистана, в сентябре 1937 г. — и. о. первого секретаря ЦК КП(б) Узбекистана,
- 1938—1939 гг. — ответственный организатор отдела руководящих партийных органов ЦК ВКП(б),
- 1939—1941 гг. — сотрудник наркомата легкой промышленности СССР.

Участник Великой Отечественной войны, начальник ОРГИ ПУ Брянского фронта, начальник политотдела 362-й гвардейской стрелковой дивизии.
В послевоенное время - второй секретарь Молотовского районного комитета ВКП(б) г. Москвы, директор московского завода духовых и музыкальных инструментов, заместитель директора экспериментального механического завода (Москва), сотрудник Главснабсбыта. 
Депутат Верховного Совета СССР 1-го созыва.